# 杉武明
杉 武明（すぎ たけあきら）は戦国時代の武将である。大内氏家臣で豊前国守護代を務めた杉氏の一族だった。

## 生涯
奉行人として活動したが、大内政弘の死後、その子義興が家督を継承すると、義興を追放してその弟（庶兄ともされる）大護院尊光の擁立を企てた。武明は豊後国の大友親治と協力して謀反を準備するも、事前に発覚。結局、明応8年2月16日に武明ら関係者は自害に追い込まれ、大護院尊光は豊後国に出奔した。
ただし、反乱の具体的な理由は明らかにされていない。義興の時代に入ってからも九州の少弐氏との戦いで活躍しているなど、義興が武明を疎んじている形跡が表面上はうかがわれないからである。
藤井崇は、大内義興が畿内に出陣中に発生した明応の政変への対応の不手際によって、大内政弘が義興側近の切腹を命じた事件（明応2年8月4日）が発生する。その時義興付であるはずの杉武明が政弘の命を奉じたと推測される。この一件で武明が義興を蔑ろにしたとして義興から疎んじられて最終的に殺害された可能性と、武明は謀反と直接の関わりが無かったものの尊光の傅役としてその責任を問われて自害した可能性を指摘している。
下関市住吉神社に保存されている国の重要文化財「住吉社法楽百首和歌短冊」に三条西実隆筆の序文と相良正任、杉武明が連署した添え状が現存している。